# Zamfara
Zamfara je jeden ze 36 států Nigérie. Leží v severozápadní části země a jeho hlavním městem je Gusau. V roce 2022 zde žilo přibližně 5,8 milionu obyvatel. Vznikl v říjnu 1996 oddělením od státu Sokoto. Z hlediska rozlohy je sedmým největším nigerijským státem, z hlediska populace je průměrně lidnatý (15. nejlidnatější z 36). Stát má nízký index lidského rozvoje a velmi nízký hrubý domácí produkt a je tak jedním z nejméně rozvinutých států Nigérie. Dominantním etnikem ve státě jsou Hausové.
Na severu stát Zamfara sousedí s Nigerem, na jihu se státem Kaduna, na východě se státem Katsina a na západě se státy Sokoto a Kebbi.